# Gennadius van Marseille
Genadius van Marseille was een schrijver uit Marsillia, het huidige Marseille, in de vijfde eeuw. Hij was een tijdgenoot van paus Gelasius I, die pontificeerde van 492 tot 496. 
Alle biografische gegevens zijn afkomstig uit het laatste werk van Gennadius: "Ik, Gennadius, presbyter van Massilia, schreef acht boeken tegen alle ketterijen, vijf boeken tegen Nestorius, tien boeken tegen Eutyches, drie boeken tegen Pelagius, een verhandeling over de duizend jaren van de Apocalyps van Johannes, dit werk en een brief over mijn geloof, die ik aan de gezegende Gelasius zond, de bisschop van de stad Rome."

## Gennadius en zijnDe Viris Illustribus
We weten maar weinig over Gennadius van Marseille. Hij leefde in de vijfde eeuw in Gallië en schreef een verzameling van meer dan 90 biografieën van christelijke auteurs getiteld De Viris Illustribus, als vervolg op het gelijknamige werk van Hiëronymus. De voortzetting van Gennadius verscheen vermoedelijk rond 495 en behandelt de periode tussen 392 en 495. Voor sommige van de 90 behandelde auteurs is De Viris Illustribus de enige bron. 
Gennadius' stijl is helder en overzichtelijk. Hij wijdt aan iedere auteur een kort overzicht, met een duidelijke voorkeur voor de Gallische schrijvers. In zijn werk komen ook zijn sympathieën voor het semi-pelagianisme duidelijk tot uiting.

## het werk van Isidorus van Sevilla en Hildefonsus van Toledo
Na de dood van Gennadius zetten andere auteurs het werk van Hiëronymus verder: Isidorus van Sevilla schreef enkele decennia later een De Viris Illustribus (615-618) en zijn leerling Hildefonsus van Toledo (gestorven in 557) deed na diens dood hetzelfde. Isidorus en Hildefonsus beperkten er zich toe het werk van hun voorgangers te kopiëren en voegden maar weinig nieuwe elementen toe.

## Werk
Van Gennadius zijn volgende werken bekend, echter de meeste zijn verloren gegaan:
- De Viris Illustribus
- Adversus omnes hæreses libri viii, "Tegen alle ketterijen" (acht boeken)
- vijf boeken tegen Nestorius
- tien boeken tegen Eutyches
- drie boeken tegen Pelagius
- Tractatus de millenio et de apocalypsi beati Johannis, (over de apocalyps)
- Epistola de fide, (brief aan paus Gelasius I)
- Vertalingen van Evagrius Ponticus en Timotheus Aelurus, verloren gegaan.

- Bibsys: 90550432
- Biblioteca Nacional de España: XX998765
- Bibliothèque nationale de France: cb12160582d (data)
- Catàleg d'autoritats de noms i títols de Catalunya: 981058519137106706
- Gemeinsame Normdatei: 100942261
- International Standard Name Identifier: 0000 0000 8106 6343
- Library of Congress Control Number: n83008337
- Nationale Bibliotheek van Tsjechië: jx20110106004
- Nationale bibliotheek van Australië: 49014448
- Nationale Bibliotheek van Israël: 987007261509905171
- Nederlandse Thesaurus van Auteursnamen: 070224889
- Istituto Centrale per il Catalogo Unico: BVEV052008
- LIBRIS: 188113
- Système universitaire de documentation: 030127386
- Trove: 1484245
- Virtual International Authority File: 27422228
- WorldCat: E39PBJrRdPYWqWfPkcxdgGTT73